# Borre, Nord
För andra betydelser, se Borre, Nord (olika betydelser).
Borre är en kommun i departementet Nord i regionen Hauts-de-France i norra Frankrike. Kommunen ligger i kantonen Hazebrouck-Sud som tillhör arrondissementet Dunkerque. År 2022 hade Borre 564 invånare.

## Befolkningsutveckling
Antalet invånare i kommunen Borre
| Referens: INSEE |